# National Women’s Council (Ruanda)
Der National Women’s Council (NWC, deutsch „Nationaler Frauenrat“) ist eine politische Institution, die frauenpolitische Interessen in Ruanda vertritt.

## Organisation
Der National Women's Council ist eine dem Ministeriums für Gender- und Familienförderung untergeordnete, frauenpolitische Interessenvertretung, der alle Frauen in Ruanda im Alter ab 18 Jahren angehören. Er ordnet sich in verschiedene Ebenen, beginnend auf der untersten Dorfebene bis hoch zur Landesebene. Auf jeder Ebene gibt es einen siebenköpfigen Vorstand. Auf der Landesebene ist das höchste Organ die Generalversammlung, die sich zusammensetzt aus:
1. Mitgliedern des NWC-Vorstands auf nationaler Ebene
2. Mitgliedern des NWC-Vorstands auf Provinz- und Kigali-Stadtebene
3. Koordinatorinnen des NWC-Vorstands auf Ebene der Distrikte
4. Vertreterinnen von Frauenverbänden und -kooperativen, die eine Rechtspersönlichkeit besitzen und auf nationaler Ebene tätig sind

Seit 2021 ist Belancille Nyirajyambere Vorsitzende des NWC. Die Vorstandssekretärin Marie Mediatrice wurde am 30. September 2024 durch Präsident Paul Kagame ernannt.
Ehemalige Vorsitzende (unvollständig):
- bis 06/2009: Odda Gasinzigwa[5]
- ab 06/2009: Diane Gashumba[5]

## Frauenrepräsentantinnen
Ein Wahlkollegium aus Mitgliedern des NWC wählt bei Parlamentswahlen die für Frauenrepräsentantinnen reservierten 24 Sitze in der 80-köpfigen Abgeordnetenkammer. Damit wird ein Frauenanteil von mindestens 30 Prozent sichergestellt.